# Turc község
Turc község (románul: Comuna Turț) község Szatmár megyében, Romániában. Központja Turc, beosztott falvai Nagygérce, Turcibányatelep.

## Népessége
A 2011-es népszámlálás adatai alapján a község népessége 5593 fő volt.